# نبرد لا فوربیه
نبرد لا فوربیه (انگلیسی: Battle of La Forbie)، نبردی است در سال ۱۷ اکتبر ۱۲۴۴ تا ۱۸ اکتبر میان ارتش متحد پادشاهی اورشلیم و قلمروهای وابسته و ایوبیان در نزدیکی روستای أربیا یا هربیا در شمال‌شرقی غزه که با پیروزی ایوبیان و شکست صلیبیون همراه بود. طبق گفته رنه گروسه، این جنگ با واسطه کثرت نیروها و نتایج مهم آن، به حطین دوم نیز مشهور است.

## پیش‌زمینه

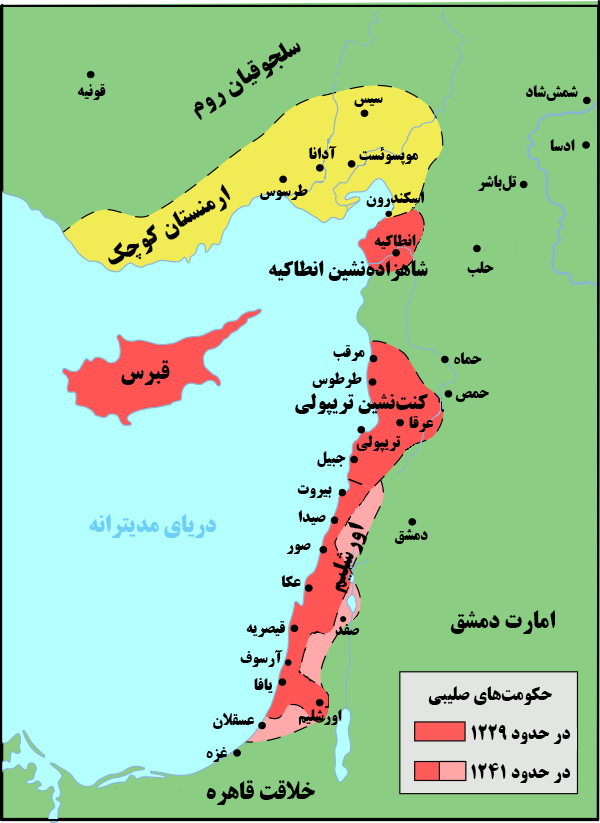
اراضی پادشاهی اورشلیم پس از جنگ صلیبی بارونی در سال ۱۲۴۱

پس از پایان یافتن جنگ صلیبی ششم و بازگشت فریدریش به اروپا، وی در سال ۱۲۳۰ توانست با پاپ آشتی و مصالحه برقرار کند تا از زیر فشارهای وارده از جانب دستگاه پاپ خارج شود؛ با این حال وی در اراضی مقدس با مقاومت افرادی همچون جان ابلین روبه‌رو شد که موفق شده بود، رهبری تمامی گروه‌های مخالف فریدریش را برعهده بگیرد. با این حال درگیری بین نیروهای هوهنشتافن‌های فریدریش و صلیبیون به رهبری جان ابلین با پیروزی جان ابلین همراه بود. از آن پس سلطنت امپراتوری ظاهر خود را حفظ کرد اما قدرت واقعی در دست خاندان ابلین قرار گرفت. همزمان با درگیری داخلی میان صلیبیون، ایوبیان نیز درگیر جنگ‌های داخلی شدند. پیوند الکامل و الاشرف به فاصله کوتاهی پس از تسخیر دمشق از بین رفت و دو برادر تا سال ۱۲۳۷ که الاشرف درگذشت، درگیر جنگ داخلی شدید با یکدیگر بودند. پس از الکامل موفق شد تا سوریه را متصرف شود اما خود پس از اندک زمانی درگذشت. پس از مرگ وی، حکومت میان دو پسرش تقسیم شد؛ الصالح حکومت دمشق و العادل حکومت مصر را به دست گرفت؛ با این حال این برادر نیز پس از مدتی وارد جنگ با یکدیگر شدند تا اینکه الصالح مصر فتح کرد اما خود سوریه را نیز از دست داد.
با رسیدن سال ۱۲۳۹، صلح میان فریدریش دوم با ایوبیان منقضی شد و مسلمانان برای بازپس‌گیری اورشلیم خود را آماده کردند چرا که اورشلیم علناً بی‌دفاع و به‌سهولت قابل محاصره بود. با این حال در همین سال جنگ صلیبی جدیدی به دستور پاپ گریگوری نهم آغاز شد که در آن بارون‌های فرانسوی و انگلیسی شرکت جستند بدین‌ترتیب این جنگ به جنگ صلیبی بارونی شهرت یافت که تیبالد شامپانی و ریچارد کورنوال رهبری آن را برعهده داشتند. این جنگ سرانجام با پیروزی صلیبیون همراه بود به‌نحوی که صلیبیون موفق شدند در ازای هم‌پیمانی و اتحاد با مصر، اورشلیم و اراضی از دست رفته‌ای همچون عسقلان، صیدا، طبریه، جلیل، بیت‌لحم و ناصره را به دوباره به دست آورند و اراضی صلیبیون را به حدود خود قبل از نبرد حطین برسانند.
پس از فتح اراضی مقدس توسط صلیبیون، ملک صالح برای جبران این شکست‌ها، برای بازپس‌گیری سوریه و اراضی مقدس با خوارزمشاهیان که در شمال سوریه مستقر شده بودند، متحد شد. اورشلیم نیز در این زمان که فاقد استحکامات لازم دفاعی در مقابل هرگونه حمله‌ای بود، در سال ۱۲۴۴ توسط خوارزمشاهیان محاصره شد و به‌سهولت پس از مدت اندکی فتح و تسخیر شد. مسیحیان پس از تسخیر شهر قتل‌عام شدند و کلیساهایی از جمله کلیسای آرامگاه مقدس مسیح به آتش کشیده شد. پس آن ملک صالح توانست مجدداً اراضی که توسط بارون‌ها فتح شده بود، مجدداً به قلمرو ایوبیان بازگرداند تا بار دیگر پادشاهی اورشلیم به یک نوار باریک از بنادر ساحلی مدیترانه محدود شود.

## جنگ

### آمادگی پیش از جنگ
زمانی که خوارزمشاهیان وارد اورشلیم شدند، صلیبیون در خارج از عکا در حال تدارک عظیم‌ترین سپاه خود از زمان نبرد حطین بودند. این سپاه از ۶ هزار سوار به فرماندهی فیلیپ مونفروا، حکام تبنین و صور و والتر برین، کنت یافا تشکیل شده بودو بیش از سیصد نفر از سواران معبد و هوسپیتالر حضور داشتند و نیروهایی از سواران توتون هم در این سپه شرکت داشتند. همچنین بوهموند پنجم نیز نیروهای خود را فرستاده بود. رابرت، کاردینال اورشلیم، سپاه را همراهی می‌کرد و سراسقف صور و رالف، کشیش رمله نیز با آنها همراه بودند. نیروهایی به رهبری منصور ابراهیم از نظر تعداد بر آنها برتری داشت، به آنها ملحق شد؛ همان‌گونه که ناصر داوود از ابتدا با فرستادن سوارانی، به آنها کمک کرده بود.

### آغاز جنگ
نیروهای هم‌پیمان از عکا به سوی غزه رفتند و سپاه ایوبی که با رهبری رکن‌الدین بیبرس از مصر خارج شده بود، به جز خوارزمشاهیان بسیار اندک بود. هم‌پیمانان محفلی نظامی برای مشورت دربارهٔ مؤثرترین راه‌های جنگی که اجرای آنها ضروری بود، تشکیل دادند. منصور ابراهیم ماندن در جای خود و سنگربندی آن را پیشنهاد کرد؛ زیرا خوارزمشاهیان از حمله به سنگرها و استحکامات پرهیز داشتند و سپاه مصری هم بدون کمک آنها قادر به حمله نبودند؛ لذا به مصر عقب‌نشینی می‌کردند. عده‌ای از رهبران صلیبی با منصور ابراهیم موافق بودند؛ لیکن والتر برین به علت بیشتر بودن عدن نیروهای هم‌پیمان، بر حمله مستقیم تأکید و اصرار داشت و در نهایت، راه حمله را در پیش گرفت و تمام سپاه هم از او پیروی کردند.
صلیبیون میمنه سپاه را تشکیل دادند. دمشقی‌ها و سواران حمص در مرکز سپاه قرار داشتند و سپاهیان کرک نیز میسره سپاه را تشکیل دادند. با این حال در نزدیکی روستای أربیا و هربیا، در جنگی که میان دو طرف در ۱۲۴۴ درگرفت، نتیجه به ضرر نیروهای هم‌پیمان شد و در مدت کوتاهی، کل سپاهیان عقب‌نشینی کردند. تاریخ‌نویسانی همچون ابن واصل، تعداد کشته‌ها را حدود ۳۰ هزار نفر تخمین زدند. شماری نیز اسیر شدند و از میان آنها فق کمی از فراریان خلاص شدند.

## پس از جنگ
با شکست صلیبیون از الصالح ایوب و از دست دادن دوباره مناطقی کی طی جنگ بارونی بدست آمده بود، رابرت، کاردینال اورشلیم، هیئتی به اروپا و پاپ فرستاد اوضاع دشوار امارت‌های صلیبی در شرق و شرایط پس از جنگ لا فوربیه را شرح دهد و تا اروپا بار دیگر آماده آغاز جنگی دیگر با مسلمانان برای بازپس‌گیری مناطق از دست رفته و اورشلیم بکند. در این زمان لوئی نهم نذر کرده بود که از بیماری‌اش رهایی یابد، جنگ صلیبی جدیدی با هدف بازپس‌گیری اورشلیم آغاز کند؛ و زمانی وی از بستر بیماری رهایی یافت، نیروهای خود را آماده جنگ کرد تا از جانب دریا به سمت مصر و سپس اراضی مقدس رود. اینچنین جنگ صلیبی هفتم با رهبری لوئی نهم، شاه فرانسه آغاز شد.

## ارزیابی‌ها
جنگ لا فوربیه یا أربیا از نظر کثرت نیرو و نتایج مترتب بر آن، از مهم‌ترین جنگ‌های صلیبی به شماره می‌رفت که نمونهٔ آن نجات مصر و تغییر موازنهٔ سیاسی پس از جنگ صلیبی بارونی بود؛ به‌طوری که شام کانون هم‌پیمانان شد و مرزهای صلیبی تا دروازه‌های یافا رسید و بر توان نظامی نیروهای الصالح ایوب که در ضمیمه کردن بلاد شام موفق بود، افزوده شد. رنه گروسه، تاریخ‌نگار فرانسوی، این جنگ را «حطین دوم» نامیده‌است.